# Tabot
Tabot (giz ታቦት tābōt, včasih črkovano tabout) je replika Skrinje zaveze in predstavlja prisotnost Boga v etiopski pravoslavni in eritrejski pravoslavni cerkvi.:135 Tabot se lahko različno nanaša na vpisano oltarno ploščo (tsellat ali tsilit; giz ጽላት tsallāt, sodobno ṣellāt), skrinjo, v kateri je ta tablica shranjena (menbere-tabot ali prestol tabota), ali na ploščo in skrinjo skupaj.
Po mnenju Edwarda Ullendorffa beseda v jeziku giz (etiopski semitski jezik) tabot izhaja iz aramejske besede tebuta (tebota), tako kot hebrejska beseda tebah. Ullendorff je izjavil, da »koncept in funkcija tabota predstavljata eno najbolj izjemnih področij soglasja s starozaveznimi oblikami bogoslužja«.

## Opis
tsellat je običajno 15-centimetrski kvadrat in je lahko izdelan iz alabastra, marmorja ali lesa iz akacijevega drevesa, čeprav so pogoste tudi daljše dolžine do 40 cm. Na tej plošči je napisano Jezusovo ime in ime svetnika, ki mu je posvečena.
Škof posveti tabot (ne same cerkvene stavbe). Vsaka cerkev mora imeti vsaj en tabot, da lahko vodi liturgijo. Tabot je shranjen v cerkvenem Najsvetejšem (Kiduse Kidusan ali Bete Mekdes), kamor sme vstopiti le duhovščina, in je zavit v okrašene tkanine, da ga skrijejo pred očmi javnosti. Samo škofje in duhovniki se smejo dotikati ali ravnati s tabotom ali ga videti brez prevlek. Če se laik dotakne tabota, ga mora škof ponovno posvetiti, preden ga lahko cerkev ponovno uporabi.
Evharistija se podeljuje iz tabota. Med cerkvenimi prazniki, kot je patronalni praznik ali med Timkatom (Epifanija ali Teofanija), duhovniki nosijo tabot po cerkvenem dvorišču v dodelani procesiji, ki spominja na 6. poglavje 2. Samuelove knjige, v kateri kralj David vodi ljudi, ki plešejo pred skrinjo. David Buxton opisuje eno takšno procesijo na festivalu Gebre Menfes Kidus:
Za nepoučenega opazovalca je vrhunec bogoslužja prišel na koncu, ko so tabot ali skrinjo prinesli ven, zavitega v barvne prte, ki ga je duhovnik nosil na glavi. Ko se je pojavilo na vratih, so ženske vpile ilil, dolgotrajen in prodoren krik veselja. Ko tabot izstopi iz Bete Mekdes (ቤተ መቅደስ), se vsi spustijo na tla in izrečejo molitev. Sprva tabot ostane negiben, spremljalo ga je več procesijskih križev in pripadajočih živobarvnih baldahinov, medtem ko je skupina kantorjev (dabtara) izvajala liturgični ples, ki so ga tako ljubili Abesinci. Po plesu se je oblikovala procesija s tabotom na čelu in trikrat počasi obkrožila cerkev v nasprotni smeri urinega kazalca. Končno so tabot odnesli nazaj v svetišče; vsega je bilo konec in skupščina se je razšla. Zdaj v sodobnem času se tabot pojavi vsakič, ko je praznovanje, na primer ob Jezusovem krstu se vse cerkve iz tega območja zberejo s svojim tabotom in praznujejo.

## Ropanje in repatriacija tabotov
Čeprav Britanci nikoli niso kolonizirali Etiopije, so britanski vojaki med ekspedicijo v Abesinijo leta 1868, znano tudi kot bitka pri Magdali, izropali številne tabote, kar je vzrok jeze med Etiopijci.
Vrnitev enega izropanega tabota, ki so ga februarja 2002 odkrili v skladišču škofovske cerkve sv. Janeza v Edinburgu, je bila razlog za javno veselje v Adis Abebi. Drugega so vrnili leta 2003, potem ko je Ian McLennan na dražbi v Londonu prepoznal starodavni tabot. Kupil ga je in podaril etiopski vladi.
Februarja 2024 se je dekan Westminstrske opatije načeloma strinjal z vrnitvijo tabota Etiopiji, ki je zapečaten v oltarju v Westminstrski opatiji. To je odvisno od soglasja kraljevega gospodinjstva, saj ima monarh pristojnost nad opatijo.